# Кошут (награда)
Наградата „Кошут“ е най-високата държавна награда в Унгария, присъждана за принос към унгарската култура. Носи името на унгарския политик и революционер Лайош Кошут. Наградата е учредена от Народното събрание на Унгария на 15 март 1948 г. по повод стогодишнината от Унгарската революция и борба свобода от 1848 година. От 1990 г. се присъжда от президента на републиката, обикновено по предложение на министър-председателя. Обичайно се връчва на 15 март.

## История
Първите награди са връчени на 14 март 1948 г. на най-изтъкнатите личности в страната, допринесли за успеха на възстановяването ѝ.
Връчена е на хора и групи с изключителни постижения в областта на науката, изкуството и литературата, както и в изграждането на социалистическото общество. Присъдена е от Министерския съвет, от 1963 г. се дава само за творческа дейност в областта на културата и изкуството. При учредяването ѝ има две степени, от 1951 г. са четири, а от 1977 г. – отново две.
- Лайош Кошут
- Наградата на химика Габор Бела Фодор